# 岡山營
岡山營，原寫為崗山營，是臺灣高雄市阿蓮區的一個傳統地域名稱，位於該區東部至東部偏北側。相較於今日行政區，其範圍大致包括崗山里不含西部、峯山里不含西北部向北凸出部分。
本地區境內主要聚落為崗山營、埤仔尾，設有阿蓮國小峰山分校。台灣佛教傳統傳統四大名山之一大崗山派的本山超峰寺位於本地區東南部。

## 歷史
台灣日治初期，岡山營地區為一街庄，稱為「崗山營庄」（舊制街庄），隸屬於嘉祥外里。該庄昔日東北部被狗氳氤庄三面包圍，本體的東南與牛稠埔庄為鄰，西南與九鬮庄為鄰，西邊為崙仔頂庄，西北邊為阿嗹庄。
1901年（日治明治三十四年）11月11日，全台廢縣廳改設二十廳，該庄隸屬於鳳山廳。1904年（明治三十七年）5月3日，該庄編入「阿嗹區」，隸屬於鳳山廳。1909年（明治四十二年）10月25日，全台合併二十廳為十二廳，阿嗹區改隸屬於臺南廳。1920年（大正九年）10月1日，全台地方制度大改正，廢十二廳改設五州二廳，該庄改制並雅化為「崗山營」大字，隸屬於高雄州岡山郡阿蓮庄（新制街庄）。
戰後阿蓮庄改制為阿蓮鄉，隸屬於高雄縣，大字亦改制為村。1950年（民國39年）10月1日，高、屏分治，阿蓮鄉仍隸屬於高雄縣。2010年（民國99年）12月25日，高雄縣、市合併為直轄高雄市，阿蓮鄉改制為阿蓮區，村亦改制為里。

## 聚落
本地區發展較早的聚落為崗山營、埤仔尾、茄苳腳（已消失），在日治初期的官方地圖上已有記載。

## 交通
省道台19甲線是鹽水至赤崁的幹道，經過本地區極西點。由該道路北行可前往阿蓮區阿蓮市區、關廟區、新化區、新市區等地，南行可前往岡山區、梓官區，並止於赤崁地區的區道高23線路口。
省道台28線是湖內橋至茂林（實際終點為大津）的幹道，經過本地區東北部。由該道路西行可前往阿蓮區阿蓮市區、路竹區北部、湖內區，並止於湖內橋北邊的省道台17線轉角暨省道台17甲線終點路口；東行可前往田寮區、田寮區/內門區交界地帶、內門區/旗山區交界地帶、旗山區、美濃區等地。
區道高9線是石案潭至埤仔尾的道路，其南側端點（終點）位於本地區南部偏西的區道高13線路口。由此向西北西會經過本地區的埤仔尾、崗山營聚落。
區道高13線是崗山頭至山腳寮的道路，其北側端點（起點）位於本地區東部邊界地帶偏北側的區道高37線路口。由此向西南蜿蜒而行，會經過本地區的埤仔尾聚落。
區道高37線是田寮至新興的道路，其北側端點（起點）位於本地區東部偏北側的區道高139線轉角路口。
區道高139線是阿蓮峰至西德的道路，其西側端點（起點）位於本地區中部偏東北的省道台28線轉角路口。

## 學校
- 阿蓮國小峰山分校

## 廟宇
- 大崗山超峰寺：台灣佛教傳統四大名山之一大崗山派的本山。